# ニーザ (チーズ)
ニーザ（ポルトガル語: Queijo de Nisa）はポルトガルで生産される、羊乳を原料としたチーズ。名称は産地のひとつニーザに由来する。セミハードタイプに分類され、淡い黄色を見せる中身は引き締まっている。
1996年にEUの原産地名称保護制度におけるPDO認定を受けている。原料乳はメリーナ・ブランカ種というヒツジの乳を、凝固剤にはチョウセンアザミのおしべを使う。
わずかな酸味と羊乳の甘みが感じられ、ワインと相性がよいとされる。“Wine Spectator”誌 (en) が2008年に発行した“100 Great Cheeses”において、新旧さまざまなチーズの中から紹介した100個のうちのひとつに選出されている。